# Štěpán Vachoušek
Štěpán Vachoušek (* 26. července 1979, Duchcov) je bývalý český fotbalista, profesionální kariéru ukončil v květnu 2017 v klubu FK Teplice. Dříve působil mj. v Olympique Marseille, Slavii Praha a Austrii Vídeň. Mistr Evropy hráčů do 21 let z roku 2002. Za českou seniorskou reprezentaci odehrál 23 zápasů a vstřelil 2 góly.Nyní působí v klubu FK Teplice jako sportovní ředitel.

## Klubová kariéra
Z teplického týmu hráče koupila SK Slavia Praha za 35 milionů korun. Tento záložník se na dlouhou dobu stal nejdražším hráčem spolu s přestupem Szilárda Németha (v roce 1997 za stejnou částku přestoupil ze Slovanu Bratislava do Sparty Praha) v historii přestupů české nejvyšší fotbalové soutěže (stav k roku 2014).
Po návratu ze zahraničí zamířil roku 2008 opět do mateřského klubu. V něm zůstal dalších 9 let, s půlroční přestávkou na hostování ve Spartě Praha. V pražském celku po týmovém neúspěchu v Lize mistrů postupně vypadl ze sestavy a v zimní přestávce se vrátil na sever Čech.
25. května 2014 se v duelu Teplic proti FC Baník Ostrava (0:0) vážně zranil (přetržená Achillova šlacha) a hrozil mu až rok bez fotbalu.
Nakonec se dokázal vrátit a odehrát ještě několik sezón. S Teplicemi i profesionálním fotbalem se rozloučil v roce 2017.

## Reprezentační kariéra

### Mládežnické týmy
Štěpán Vachoušek má za sebou starty v mládežnických výběrech České republiky, za fotbalovou reprezentaci do 18 let odehrál první poločas domácího přátelského zápasu s Itálií (výhra ČR 3:0), gól nevstřelil. Za reprezentaci do 20 let odehrál 25 minut v přátelském utkání hraném v Příbrami proti Izraeli (výhra ČR 5:1, Vachoušek se střelecky neprosadil).
Vstřelit branky se mu podařilo až v české reprezentaci do 21 let, odehrál 20 utkání s bilancí 13 výher, 5 remíz a 2 prohry, zaznamenal celkem 7 gólů.

#### Mistrovství Evropy hráčů do 21 let 2002
Zúčastnil se Mistrovství Evropy hráčů do 21 let v roce 2002 ve Švýcarsku, kde česká reprezentační jedenadvacítka vyhrála svůj premiérový titul, když ve finále porazila Francii na pokutové kopy.
V prvním zápase základní skupiny B 16. května prohrála česká reprezentace s Francií 0:2, trenér Miroslav Beránek nasadil Vachouška do hry v průběhu druhého poločasu. 19. května následoval zápas s Belgií konaný v Ženevě, Štěpán tentokrát odehrál první poločas a 10 minut z druhého, zápas skončil výsledkem 1:0 pro ČR. V posledním zápase skupiny proti Řecku odehrál 78 minut, utkání dospělo k remíze 1:1.
V semifinále 25. května narazil český výběr na tým Itálie a Vachoušek hrál do 75. minuty. V 9. minutě prodloužení vstřelil Pospíšil zlatý gól na 3:2 a zajistil svému týmu účast ve finále.
Ve finále 28. května se ČR opět střetla s Francií. Tentokrát gól v řádné hrací době ani v prodloužení nepadl a musely rozhodnout pokutové kopy. Štěpán odehrál kompletní utkání a po skončení penaltového rozstřelu mohl slavit se spoluhráči titul. Zároveň to bylo poslední vystoupení mladého hráče za reprezentační tým do 21 let.

### A-mužstvo
První zápas v A-týmu české reprezentace absolvoval 17. dubna 2002 proti Řecku, Česká republika uhrála u soupeře v přátelském duelu remízu 0:0.
Celkem nastoupil ve 23 zápasech (17 výher, 4 remízy, 2 prohry), v nichž vstřelil 2 góly.

#### EURO 2004
Štěpán Vachoušek se zúčastnil Mistrovství Evropy ve fotbale 2004 v Portugalsku. Odehrál zde jediné utkání, poslední zápas základní skupiny 23. června 2012 proti Německu. Trenér Karel Brückner si mohl dovolit udělat 9 změn v sestavě, neboť český celek měl po výhrách 2:1 nad Lotyšskem a 3:2 nad Nizozemskem již jistý postup do čtvrtfinále z prvního místa. Štěpán Vachoušek odehrál celé utkání, v němž ČR porazila svého západního souseda 2:1 a získala ve skupině plný počet bodů (9).

### Reprezentační zápasy a góly
| Rok    | Zápasy | Góly |
| ------ | ------ | ---- |
| 2000   | 2      | 0    |
| 2001   | 12     | 7    |
| 2002   | 6      | 0    |
| Celkem | 20     | 7    |

| Rok    | Zápasy | Góly |
| ------ | ------ | ---- |
| 2002   | 4      | 1    |
| 2003   | 7      | 1    |
| 2004   | 9      | 0    |
| 2005   | 2      | 0    |
| 2006   | 1      | 0    |
| Celkem | 23     | 2    |

Góly Štěpána Vachouška v české reprezentaci do 21 let 
| Gól | Datum        | Stadion                        | Soupeř        | Skóre (min.) | Výsledek | Soutěž                      |
| --- | ------------ | ------------------------------ | ------------- | ------------ | -------- | --------------------------- |
| 010 | 28. 2. 2001  | Blšany, Česko                  | Polsko        | 01:10 (36.)  | 4:2      | přátelský zápas             |
| 02  | 27. 3. 2001  | Na Stínadlech, Teplice, Česko  | Dánsko        | 01:00 (5.)   | 3:0      | kvalifikace na ME „21“ 2002 |
| 03  | 24. 4. 2001  | Na Litavce, Příbram, Česko     | Belgie        | 04:00 (80.)  | 7:0      | přátelský zápas             |
| 04  | 1. 6. 2001   | Odense, Dánsko                 | Dánsko        | 02:3 0(68.)  | 3:4      | kvalifikace na ME „21“ 2002 |
| 05  | 5. 6. 2001   | Stadion Strahov, Praha, Česko  | Severní Irsko | 04:00 (60.)  | 4:0      | kvalifikace na ME „21“ 2002 |
| 06  | 4. 9. 2001   | Stadion u Nisy, Liberec, Česko | Malta         | 01:00 (24.)  | 3:0      | kvalifikace na ME „21“ 2002 |
| 07  | 10. 11. 2001 | Split, Chorvatsko              | Chorvatsko    | 01:1 0(30.)  | 1:1      | kvalifikace na ME „21“ 2002 |

Góly Štěpána Vachouška za A-mužstvo České republiky 
| Gól | Datum        | Stadion                        | Soupeř   | Skóre (min.) | Výsledek | Soutěž                   |
| --- | ------------ | ------------------------------ | -------- | ------------ | -------- | ------------------------ |
| 010 | 20. 11. 2002 | Stadion Na Stínadlech, Teplice | Švédsko  | 02:2 0(45.)  | 3:3      | přátelské utkání         |
| 02  | 11. 10. 2003 | Stadion Ernsta Happela, Vídeň  | Rakousko | 02:2 0(80.)  | 2:3      | kvalifikace na EURO 2004 |

## Funkcionářská kariéra
Po vypršení profesionální smlouvy Vachoušek nadále spolupracoval s teplickým klubem. V roce 2018 se stal hlavním skautem a měl za úkol vyhledávat talentované hráče. Na konci září téhož roku nahradil na postu sportovního ředitele Teplic Jakuba Dovalila. Ten byl z pozice odvolán spolu s trenérem Danielem Šmejkalem kvůli nespokojenosti vedení s výsledky, herním projevem i posilováním A-mužstva.
V pozici sportovního ředitele se Štěpán Vachoušek potýkal s nelehkým obdobím zaviněným pandemií Covid-19. Kluby v České republice tehdy řešily finanční potíže či zdravotní rizika. Klub se v této době potýkal se zásadním snížením rozpočtu.